# István Friedrich
István Friedrich (Malacky, 1º luglio 1883 – Vác, 25 novembre 1951) è stato un imprenditore e politico ungherese che ricoprì la carica di primo ministro per tre mesi nel 1919 e quella di deputato dal 1920 al 1939.
In seguito alla costituzione della Repubblica sovietica ungherese venne arrestato con l'accusa di essere un controrivoluzionario, ma riuscì a scappare e il 6 agosto 1919 prese parte al golpe contro il primo ministro Gyula Peidl. Il 7 agosto venne nominato primo ministro dall'arciduca Giuseppe, carica che manterrà fino al 25 novembre dello stesso anno. All'inizio degli anni '20 fondò un'associazione d'estrema destra.
Nel 1951, durante il governo comunista di Mátyás Rákosi, venne arrestato, e di lui si persero le tracce.

## Carriera sportiva
In gioventù fu uno dei pionieri del calcio ungherese: giocò infatti per il MAFC Budapest ed ebbe anche occasione di esordire in Nazionale nel 1904.